# Violette Cornelius

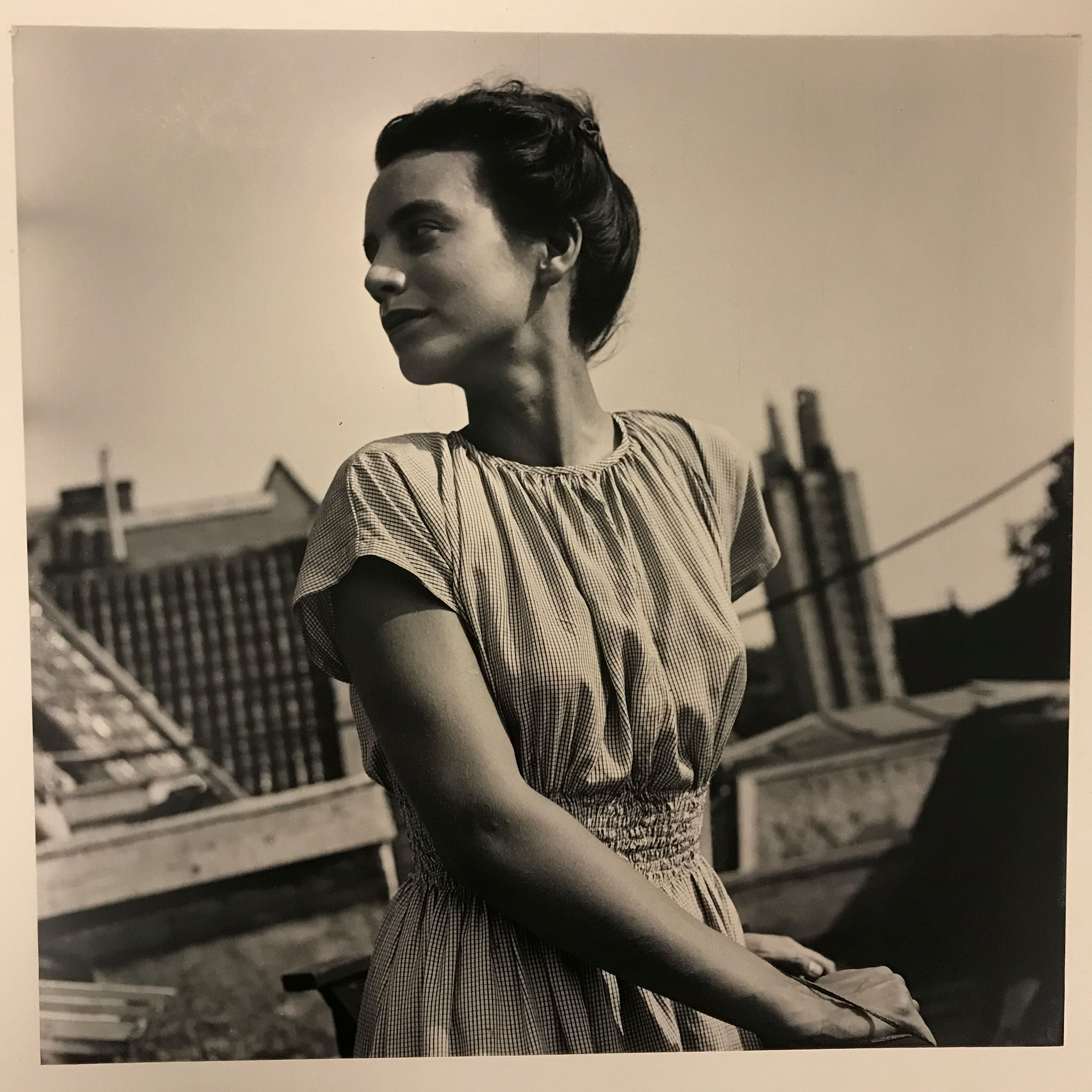
Cornelius (1938)

Violette Cornelius (* 17. März 1919 in Batavia; † 23. Januar 1998 in Saint-Maximin-la-Sainte-Baume) war eine niederländische Fotografin.

## Leben und Werk
Violette Cornelius wurde am 17. März 1919 in Batavia als ältestes von zwei Kindern des Beamten Marius Julius Cornelius (1884–1940) und Constance Cornelia Barth (1886–?) geboren. Sie hatte javanische, friesische und malaysische Wurzeln. Die Familie zog um 1932 nach Genf. Dort verbrachte Cornelius ihre Schulzeit und erhielt mit vierzehn Jahren ihre erste Fotokamera. 1937 zog die Familie nach Den Haag, wo Verwandte von Violettes Mutter lebten. Sie heiratete am 20. Mai 1942 in Amsterdam den Konzertpianisten und Orchesterleiter Hendrik Jan Huckriede (1914–2002); aus der Ehe ging ein Sohn hervor und sie wurde am 4. August 1953 in Amsterdam geschieden. Sie hatte von 1956 bis 1964 eine langjährige Beziehung mit dem Grafikdesigner Jurriaan Willem Schrofer (1926–1990).
In den Niederlanden fühlte sich Violette Cornelius nicht wohl. Sie wollte direkt nach ihrem Studium wieder auf Reisen gehen, doch durch den beginnenden Zweiten Weltkrieg scheiterte dieser Plan. Sie nahm Unterricht an der Koninklijke Academie van Beeldende Kunsten in Den Haag, wechselte nach sechs Monaten an die Nieuwe Kunstschool in Amsterdam. Bei Paul Citroen hatte sie Malunterricht und bei Paul Guermonprez Unterricht in Fotografie. Ihr Vater starb im August 1940 nach langer Krankheit und achtzehn Monate später heiratete sie den Konzertpianisten Jan Huckriede.
Nach dem deutschen Einmarsch in die Niederlande kam sie mit dem Widerstand der Künstler und mit der illegalen Zeitschrift De Vrije Kunstenaar in Kontakt. Ab 1942 wurden im Umkreis des Bildhauers Gerrit van der Veen Ausweise für untergetauchte Künstler und Widerstandskämpfer hergestellt. Cornelius bildete zusammen mit Walter Brandligt, Maarten van Gilse, Nel Hissink, Dio Remiëns und Guusje Rübsaam den Kern der Persoonsbewijzencentrale (PBC), die in großem Umfang Papiere fälschte. Cornelius fertigte die Fotos für die Personalausweise an und fotografierte die Arbeit im Widerstand der Gruppe. Die Fotos erschienen in der illegalen Zeitschrift De Vrije Kunstenaar. Die Negative wurden vorsichtshalber an einem unbekannten Ort außerhalb der Stadt vergraben und ihr nach dem Krieg zurückgegeben. Den Krieg überlebten nur Rübsaam und sie. Ihre Fotoserie ist eines der wenigen bekannten Filmmaterialien des aktiven Widerstands im Untergrund aus der Zeit des Zweiten Weltkriegs. Sie wurden 1970 in einer Faksimile-Ausgabe von De Vrije Kunstenaar 1941-194 erneut veröffentlicht. Violette Cornelius litt sehr unter dem Verlust ihrer Freunde aus dem Widerstand. Sie sagte später, dass sie ständig unter Anspannung stehe und deshalb unter tiefen Depressionen und Gedächtnisstörungen leide.
Nach dem Krieg fertigte sie vor allem Kinderporträtfotos. Sie trat dem Berufsverband der Fotografen bei. Ihre Pläne auf Fotoreportagen nach Fernost zu reisen musste sie aufgrund der Geburt ihres Sohnes im Jahr 1946 verschieben. Ihre Ehe mit Jan Huckriede zerbrach um 1949 und wurde 1953 geschieden. Sie hatte von 1950 bis 1956 eine Beziehung mit Jan Rietveld und durch ihn kam sie mit der Zeitschrift Forum und den Architekten Aldo van Eyck, Sam van Embden und Herman Haan in Kontakt. Sie entwickelte sich zu einer erfolgreichen Architekturfotografin und arbeitete bis in die 1960er Jahre mit diesen Architekten zusammen.
Ihren späteren Lebensgefährten, den Grafikdesigner Jurriaan Schrofer, lernte Cornelius 1954 kennen. Ab 1956 waren sie zusammen. Schrofer war ein bekannter niederländischer Designer von Fotobüchern. Gemeinsam schrieben sie die Bücher Delft (1954), De letter op straat (1956), das berühmte Vuur aan Zee (1958) und PTT-De Verbinding (1962). Für das Fotobuch „Vuur aan Zee“ nutzte sie auf Anraten des Fotografen Ed van der Elsken erstmals eine 35-mm-Kamera, die sie seitdem immer in Gebrauch hatte.
Die Fotografin Ata Kandó suchte einen Partner für die Dokumentation der ungarischen Flüchtlinge nach der russischen Invasion 1956. Cornelius erklärte sich sofort zu einer Zusammenarbeit bereit. Gemeinsam fotografierten sie zehn Tage lang den Flüchtlingsstrom an der österreichischen Grenze. Einige der Bilder wurden in eine von Schrofer gestalteten Broschüre aufgenommen, die zugunsten ungarischer Kinder verkauft wurde.
Ihre Beziehung zu Schrofer endete 1964. Danach interessierte sich Violette Cornelius für Anthropologie. Sie reiste in den Irak. Weitere Reisen und längere Auslandsaufenthalte nach Indien, Peru, Jemen, Türkei, Kuwait, zum Amazonas, nach Mali und in andere Länder Afrikas folgten. Sie beschäftigte sich mit ihrem englischen Reisebegleiter Sean Wellesley mit dem Urbanisierungsprozess in Entwicklungsländern. Für kurze Zeit kehrte sie 1990 in die Niederlande zurück, dann reiste sie nach Südfrankreich, wo sie 1998 starb. Violette Cornelius wurde 78 Jahre alt.

## Nachleben
Nach Frankreich nahm sie ihr komplettes Archiv mit. Nach ihrem Tod landeten die Koffer bei ihrem Sohn, der sie jahrelang in seinem Wohnzimmer zurückließ. Letztendlich landete das Archiv im Nederlands Fotomuseum und eine Neubewertung ihrer Arbeit begann. Cornelius ist eine wichtige, aber „vergessene“ niederländische Fotografin, die aufgrund ihres Lebensstils und ihres langen Auslandsaufenthalts jahrzehntelang von der Bildfläche verschwand. Im Jahr 2008 beschloss das Nederlands Fotomuseum, eine Faksimile-Ausgabe des unbetitelten Buches zu veröffentlichen, in dem Cornelius und Kando ungarischen Flüchtlingen Gesichter gaben. Im Amsterdamer Stadtteil IJburg ist eine Straße nach ihr benannt: der Violette Corneliushof.